# Palacio Montero

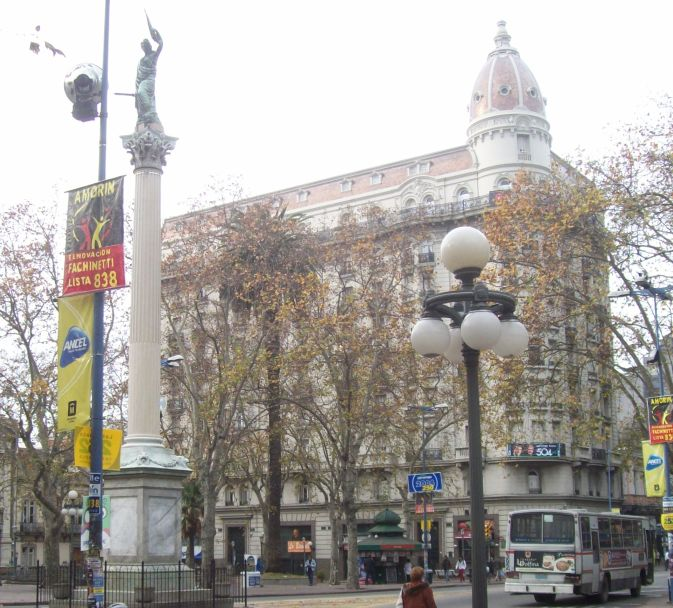
Palacio Montero

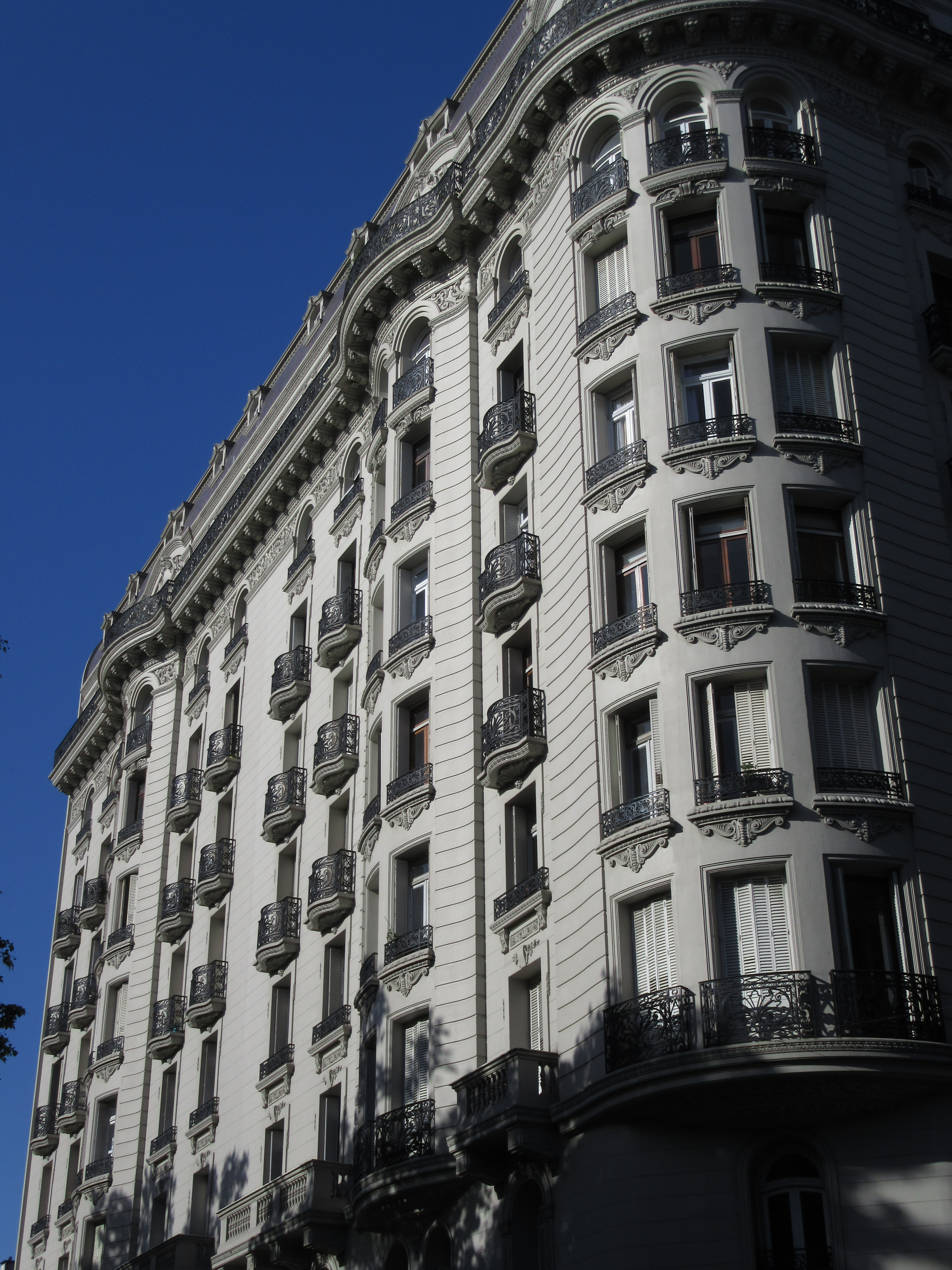
Palacio Montero

Der Palacio Montero, auch als Edificio Sorocabana oder Palacio Sorocabana bezeichnet, ist ein Bauwerk in der uruguayischen Landeshauptstadt Montevideo.
Das 1925 errichtete Gebäude befindet sich im Barrio Centro an der Plaza de Cagancha 1356, Ecke Avenida 18 de Julio. Für den Bau zeichnete Ingenieur Alberto Trigo verantwortlich. In der ursprünglichen Nutzung diente es als Wohn-Appartement und Geschäftshaus, mittlerweile sind dort zudem Büros untergebracht. Früher befand sich im Gebäude das 1939 eröffnete Café Sorocabana.
Seit 1995 ist der Palacio Montero als Bien de Interés Municipal klassifiziert.